# Way Away
Way Away — дебютний сингл, та перша пісня в альбомі Ocean Avenue американського поп-панк гурту Yellowcard видана 22 липня 2003 року на лейблі Capitol Records. Пісня та відео на нею розповідають, як гурт залишив своє рідне місто Джексонвілл та переїхав у Каліфорнію, щоб досягнути успіху на місцевій музичній сцені. Зокрема, попередній гітарист гурту Бен Гарпер, сказав в одному з інтерв'ю, що пісня, про “зустрічі з людьми, які не вірили у гурт і їх успіх”.
Відео на пісню, було знято у магазині "Super A Foods" 1 липня 2003 року. Сингли отримав загалом позитивні відгуки критиків. 

## Список пісень
1. "Way Away" - 3:22
2. "Hey Mike" - 4:01
3. "Avondale" (Acoustic) - 3:37
4. "Way Away" (Video)
5. Behind the Scenes Footage (Video)

## Чарти
| Чарт (2003–04)                                 | Найвище місце |
| ---------------------------------------------- | ------------- |
| США Bubbling Under Hot 100 Singles (Billboard) | 1             |
| США (Alternative Songs) (Billboard)            | 25            |
| Велика Британія (UK Singles Chart)             | 63            |